# LZ 37

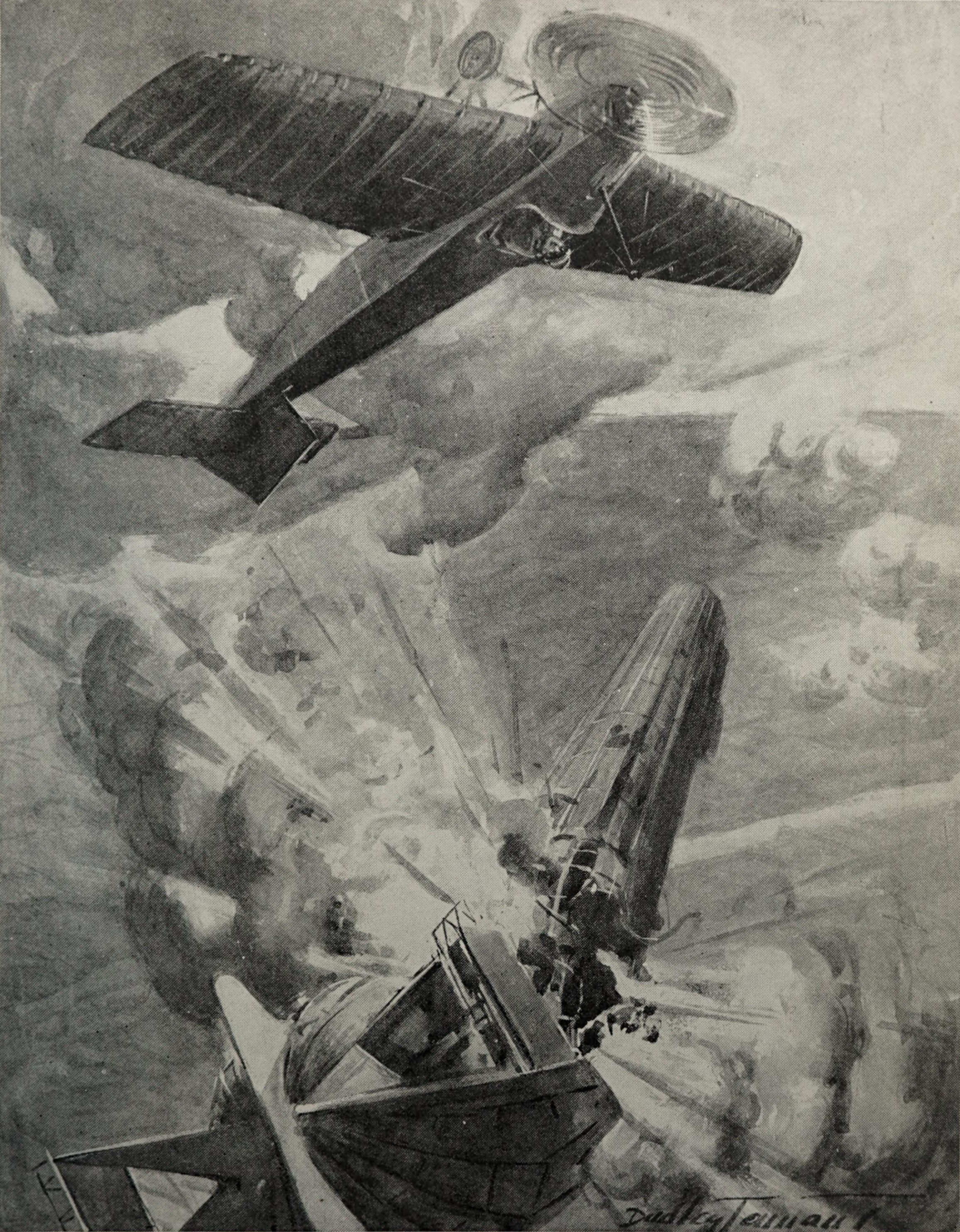
Zeitgenössische englische Darstellung der Vernichtung von LZ 37

Der Zeppelin LZ 37 war das 37. Luftschiff des Grafen Zeppelin und das siebzehnte Luftschiff des deutschen Heeres.

## Geschichte
Die erste Fahrt von LZ 37 fand am 4. März 1915 statt.
LZ 37 war im April–Mai 1915 in Köln stationiert und wechselte dann nach Brüssel-Etterbeck.
Von Brüssel aus fuhr LZ 37 unter seinem Kommandanten Otto van der Haegen in der Nacht vom 6. auf den 7. Juni 1915 einen Angriff mit 1,5 Tonnen Bomben auf einen Eisenbahnknotenpunkt bei Calais, bei dem das Luftschiff beschossen, aber nicht getroffen wurde. Bei der Rückfahrt machte der Zeppelin einen Umweg über die Nordsee, um nicht die Front überfahren zu müssen und Gefahr zu laufen erneut beschossen zu werden. Gleichzeitig musste LZ37 gegen starke Gegenwinde ankämpfen und verlor dadurch zusätzlich Zeit und kam so erst bei Tageslicht an seinem Ziel, dem deutschen Luftschiffhafen Gontrode bei Gent, an.
Das Schiff war schon bei der Anfahrt zur Landung, als der britische Flieger Reginald Warneford LZ 37 aus bester Angriffsposition von oben anflog. Die Maschinengewehre in der Führergondel unter dem Schiff konnten das Flugzeug nicht abwehren und so schoss nur das MG auf dem Rücken des Luftschiffes auf den Angreifer. Warneford warf Bomben auf den Zeppelin, wovon seine letzte das Schiff in Brand setzte und LZ 37 in der Luft abbrannte. Die gesamte Besatzung fand den Tod bis auf den Steuermann, der sich beim Absturz mit in der Führergondel befand. Beim Aufschlag auf das Dach eines Nonnenklosters in Sint Amandsberg (heute ein Ortsteil von Gent) wurde er aus der Gondel herausgeschleudert und landete durch das zerstörte Dach in einem leeren Bett einer Nonne. Er konnte sich mit relativ leichten Verletzungen selbst aus dem brennenden Gebäude ins Freie retten.
LZ 37 war das erste Luftschiff, das von einem Flugzeug in der Luft vernichtet wurde.

## Technische Daten
- Traggasvolumen: 24.900 m³ Wasserstoff
- Länge: 161,40 m
- Durchmesser: 16,00 m
- Nutzlast: 11,1 t
- Antrieb: drei Maybach-Motoren von je 210 PS (154 kW)
- Geschwindigkeit: 23,6 m/s